# Bellissima
Pour plus de détails, voir Fiche technique et Distribution.
Bellissima est un drame italien co-écrit et réalisé par Luchino Visconti, sorti en 1951.

## Synopsis
Maddalena, qui vit dans un quartier pauvre de Rome, inscrit sa jeune fille de sept ans à une audition organisée par le metteur en scène Blasetti aux studios Cinecittà. Toutes les mères qui ont eu connaissance de l'annonce affluent à Cinecittà avec leurs filles pour leur faire passer une audition, et Maddalena est très déterminée à ce que ce soit la sienne qui soit choisie ; elle a placé en elle tous ses espoirs.

## Fiche technique
- Titre original : Bellissima
- Réalisation : Luchino Visconti
- Scénario : Luchino Visconti, Suso Cecchi D'Amico, Francesco Rosi, Cesare Zavattini
- Musique : Franco Mannino (supervision musicale)
- Photographie : Piero Portalupi, Paul Ronald
- Décors : Gianni Polidori
- Costumes : Piero Tosi
- Montage : Mario Serandrei
- Production : Salvo D'Angelo
- Pays d'origine : Italie
- Format : noir et blanc - 35 mm - 1,37:1 - Mono
- Genre : Drame
- Durée : 110 minutes
- Dates de sortie :
  - Italie : 27 décembre 1951
  - France : 12 avril 1961

## Distribution
- Anna Magnani : Maddalena Cecconi
- Walter Chiari : Alberto Annovazzi
- Tina Apicella : Maria Cecconi
- Gastone Renzelli : Spartaco Cecconi
- Tecla Scarano : Tilde Spernanzoni
- Arturo Bragaglia : le photographe
- Lola Braccini : la femme du photographe
- Nora Ricci : l'employée de la blanchisserie
- Alessandro Blasetti : lui-même
- Vittorio Glori : lui-même
- Mario Chiari : lui-même
- Filippo Mercati : lui-même
- George Tapparelli : lui-même

## Analyse
(août 2024).
La mise en forme du texte ne suit pas les recommandations de Wikipédia : il faut le « wikifier ».
Les points d'amélioration suivants sont les cas les plus fréquents. Le détail des points à revoir est peut-être précisé sur la page de discussion.
- Les titres sont pré-formatés par le logiciel. Ils ne sont ni en capitales, ni en gras.
- Le texte ne doit pas être écrit en capitales (les noms de famille non plus), ni en gras, ni en italique, ni en « petit »…
- Le gras n'est utilisé que pour surligner le titre de l'article dans l'introduction, une seule fois.
- L'italique est rarement utilisé : mots en langue étrangère, titres d'œuvres, noms de bateaux, etc.
- Les citations ne sont pas en italique mais en corps de texte normal. Elles sont entourées par des guillemets français : « et ».
- Les listes à puces sont à éviter, des paragraphes rédigés étant largement préférés. Les tableaux sont à réserver à la présentation de données structurées (résultats, etc.).
- Les appels de note de bas de page (petits chiffres en exposant, introduits par l'outil «  Source ») sont à placer entre la fin de phrase et le point final[comme ça].
- Les liens internes (vers d'autres articles de Wikipédia) sont à choisir avec parcimonie. Créez des liens vers des articles approfondissant le sujet. Les termes génériques sans rapport avec le sujet sont à éviter, ainsi que les répétitions de liens vers un même terme.
- Les liens externes sont à placer uniquement dans une section « Liens externes », à la fin de l'article. Ces liens sont à choisir avec parcimonie suivant les règles définies. Si un lien sert de source à l'article, son insertion dans le texte est à faire par les notes de bas de page.
- La présentation des références doit suivre les conventions bibliographiques. Il est recommandé d'utiliser les modèles {{Ouvrage}}, {{Chapitre}}, {{Article}}, {{Lien web}} et/ou {{Bibliographie}}. Le mode d'édition visuel peut mettre en forme automatiquement les références.
- Insérer une infobox (cadre d'informations à droite) n'est pas obligatoire pour parachever la mise en page.

Pour une aide détaillée, merci de consulter Aide:Wikification.
Si vous pensez que ces points ont été résolus, vous pouvez retirer ce bandeau et améliorer la mise en forme d'un autre article.

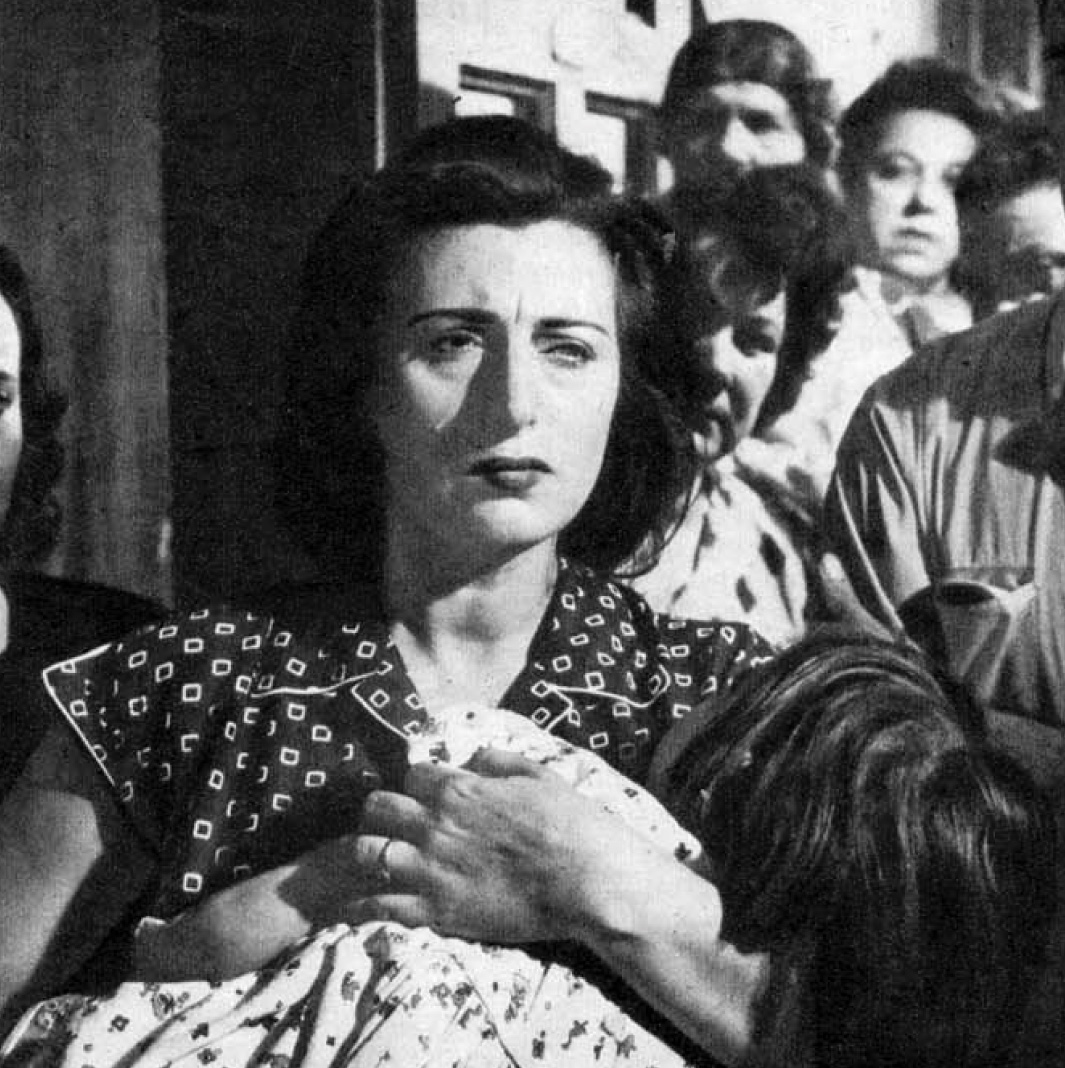
Anna Magnani

Bellissima, « magistral essai de réalisme exubérant dans l'évocation de deux mondes opposés, celui, artificiel, de Cinecittà, et celui, humble, sincère et pur, de certains grands immeubles populaires », apparaît, aux yeux de Giuseppe Ferrara, comme « l'élargissement du sens qu'avait pris son travail lors du tournage de La terre tremble demeuré sans son accomplissement final. »
« Il m'intéressait de faire une expérience avec un personnage authentique, avec lequel je pourrais dire certaines choses plus intérieures et plus significatives », dit Visconti. Pour réaliser un tel objectif, le cinéaste milanais disposera d'un exceptionnel instrument artistique :  l'explosive Anna Magnani qui, depuis Rome, ville ouverte, est « la diva incontestée du cinéma néoréaliste. »
« Je suis certainement, raconte Visconti, un des premiers à avoir vu le film de Roberto Rossellini, parce que le réalisateur le présenta, à peine monté, dans une petite salle du ministère. Nous étions à peu près une vingtaine de personnes. Je me souviens que, à la fameuse scène où meurt la Magnani, je fus un des premiers à donner le signal des applaudissements, tant j'étais enthousiasmé... » La collaboration, manquée en 1942 - Anna Magnani, enceinte, dut céder la place à Clara Calamai sur le tournage d' Ossessione - devint, cette fois-là, effective, comme elle le sera pour un sketch du film collectif, Siamo donne (Nous les femmes) (1953).
Selon Giuseppe Ferrara, on aurait tort, toutefois, de limiter Bellissima à un « portrait de femme », aussi réussi qu'il puisse être. « Ainsi, à travers la prise de conscience de la femme, insérée dans la chronique la plus vivace, Visconti arrive là aussi, comme dans La terre tremble, à donner un jugement historique sur notre temps, élargissant la compréhension à laquelle il était arrivé avec le film précédent. Ce n'est pas seulement, dit-il, un problème de justice, de spoliation du travail, mais plus largement une destruction des valeurs individuelles, présente en Sicile comme à Rome, face à laquelle le repli de Maddalena (Anna Magnani) en elle-même, pour qu'au moins l'unité de sa famille ne soit pas détruite, est une défaite, l'unique défense qui lui reste. (...) Dans l'un et l'autre cas il y a une conscience du monde, de soi-même et de ses propres forces. Mais avec La terre tremble on arrivait à ce résultat sur les traces de Verga (...); dans Bellissima le chemin est inverse et parvient à découvrir des issues plus intérieures, sans pour cela diminuer l'ampleur du regard, indiquant les dimensions réelles, les réelles possibilités d'une femme italienne dans la société italienne. »
Jacques Lourcelles perçoit, de son côté, en Bellissima, outre une dénonciation des milieux du cinéma, « une description concrète et allégorique de l'Italie tout entière. (...) » Cette Italie s'incarne en Anna Magnani/Maddalena qui fait preuve, selon lui, d'une « survitalité (elle est d'un bout à l'autre du récit un véritable maelström), d'une fausse naïveté et d'une exagération théâtrale des sentiments (sorte de protection inconsciente contre les difficultés quotidiennes). »
« Cependant, comment analyser Bellissima ? », s'interroge Pierre-Louis Thirard. Est-ce l'opposition entre deux mondes, comme semble l'indiquer Giulio Cesare Castello et, « faut-il, avec lui, dire que Maddalena... « ayant pris conscience du caractère illusoire de ce monde d'évasion choisissait de demeurer fidèle à sa modeste et laborieuse origine » ? Vouloir à toute force mettre une telle « morale » dans Bellissima me semble périlleux. (...) Et qui trouble plus : en effet, ce monde qui nous est dénoncé, c'est celui de Visconti ; pour tourner Bellissima, je suppose que Visconti a dû "diriger" son interprète de sept ans », rappelle-t-il. 
En guise de confirmation, nous pourrions citer Visconti lui-même, s'adressant à Blasetti, interprète de son propre personnage : « C'est nous qui mettons des illusions dans la tête des mères et des jeunes filles. Nous prenons des gens dans la rue et nous avons tort. Nous vendons un élixir d'amourqui n'est pas un élixir. Comme dans l'opéra, c'est du vin de Bordeaux. Le thème du charlatan, je ne l'ai pas mis pour toi, mais pour moi. »
« En fait, c'est le monde du cinéma dans son ensemble, comme miroir aux alouettes et industrie de l'évasion, qui est dénoncé au travers de ses cinéastes mais aussi des coiffeurs, modistes, photographes, donneuses de cours d'art dramatique, de tous les parasites qui s'affairent et bombinent autour de la grande ruche aux rêves », écrit Laurence Schifano 
Selon Pierre-Louis Thirard, Bellissima est, pour ces raisons-là, une œuvre à laquelle le néoréalisme ne fournit qu'une certaine ambiance. Ni romanesque, ni pétri de conscience comme La terre tremble ou Rocco et ses frères ultérieur, Bellissima serait plutôt un spectacle populaire au sens plein, un melodramma (beaucoup plus proche de Senso) dans lequel Anna Magnani incarnerait la prima donna « transformant les autres locataires de l'immeuble populaire, troupeau de grasses matrones, en une sorte de chœur antique et jacassant. »
On peut compléter ces analyses par le commentaire de Pierre Cadars sur ce film de Luchino Visconti: " Devant cette inéluctable désagrégation des structures sociales, l'art peut apparaître comme un refuge, mais les illusions y ont aussi leur place, à tous les niveaux de la société, à toutes les époques. La femme du peuple (Maddalena dans le film interprétée par Anna Magnani) qui rêve que sa gamine devienne une vedette de cinéma est forcée de reconnaître que Cinecitta est plus près de l'enfer que du paradis" 11.